# ماجيستر ساليرناس
 ماجيستر ساليرناس (توفي 1167) كان الخيميائي من القرون الوسطى من مدرسة ساليرنو الذين قدموا واحدة من الوصفات الأولى حول التقطير التجزيئي للكحول. وكان واحدا من مؤسسي المدرسة المفترضة ساليرنو، جنبا إلى جنب مع هيلينس اليهودي، وبونتوس اليوناني، وأديلا العربي.